# Gen V
Gen V è una serie televisiva statunitense del 2023 creata da Craig Rosenberg, Evan Goldberg e Eric Kripke.
La serie, spin-off di The Boys, è basata sull'omonimo fumetto creato da Garth Ennis e Darick Robertson.
Nell'ottobre 2023, la serie è stata rinnovata per una seconda stagione.

## Trama
I giovani supereroi vengono messi alla prova in diverse sfide di combattimento presso la Godolkin University School of Crimefighting, gestita dalla Vought International.

## Episodi
| Stagione       | Episodi | Pubblicazione |
| -------------- | ------- | ------------- |
| Prima stagione | 8       | 2023          |

## Personaggi e interpreti

### Personaggi principali
- Marie Moreau (stagione 1-in corso), interpretata da Jaz Sinclair, doppiata da Lucrezia Marricchi. Possiede la capacità di manipolare il sangue, proprio e altrui.
- Andre Anderson (stagione 1), interpretato da Chance Perdomo, doppiato da Federico Bebi. Può controllare i metalli usando i campi elettromagnetici.
- Emma Shaw / Little Cricket (stagione 1-in corso), interpretata da Lizze Broadway, doppiata da Annalisa Usai. Tramite l'ingestione o il rigurgito di cibo è in grado di alterare le proprie dimensioni.
- Cate Dunlap (stagione 1-in corso), interpretata da Maddie Phillips, doppiata da Ludovica Bebi. Ha il potere di manipolare la mente delle persone tramite il tocco.
- Jordan Li (stagione 1-in corso), interpretato/a da Derek Luh e London Thor, doppiato/a da Riccardo Suarez e da Alice Venditti. Può cambiare a piacimento il proprio genere e possiede dei poteri diversi a seconda della forma: come maschio possiede una maggiore forza ed è indistruttibile, come femmina è estremamente agile e può emettere esplosioni di energia cinetica.
- Sam Riordan (stagione 1-in corso), interpretato da Asa Germann, doppiato da Federico Campaiola. È dotato di forza e resistenza ben al di sopra della media dei super.
- Indira Shetty (stagione 1), interpretata da Shelley Conn, doppiata da Domitilla D'Amico.

### Personaggi ricorrenti
- Luke Riordan / Golden Boy (stagione 1), interpretato da Patrick Schwarzenegger: lo studente più popolare con poteri di pirocinesi, doppiato da Manuel Meli.
- Rufus (stagione 1-in corso), interpretato da Alexander Calvert.
- Richard "Rich Brink" Brinkerhoff (stagione 1), interpretato da Clancy Brown: un rinomato professore alla Godolkin University e presidente del dipartimento di lotta al crimine, doppiato da Mario Cordova.
- Polarity (stagione 1-in corso), interpretato da Sean Patrick Thomas: padre di Andre e famoso supereroe, doppiato da Fabrizio Vidale.
- Dottor Edison Cardosa (stagione 1), interpretato da Marco Pigossi, doppiato da Fabrizio De Flaviis.
- Robert Vernon / Tek Knight (stagione 1-in corso), interpretato da Derek Wilson, doppiato da Giorgio Borghetti.
- Courtenay Fortney (stagione 1-in corso), interpretata da Jackie Tohn, doppiata da Gemma Donati.
- Kyle (stagione 1-in corso), interpretato da Jameson Kraemer, doppiato da Stefano Santerini.
- Justine (stagione 1-in corso), interpretata da Maia Jae Bastidas, doppiata da Camilla Murri.
- Social media Jeff (stagione 1), interpretato da Daniel Beirne, doppiato da Leonardo Caneva.

### Guest
- Madelyn Stillwell (stagione 1), interpretata da Elisabeth Shue, doppiata da Eleonora De Angelis.
- Reggie Franklin/A-Train (stagione 1-in corso), interpretato da Jessie Usher, doppiato da Alex Polidori.
- Malcolm Moreau (stagione 1), interpretato da Ty Barnett, doppiato da Alessandro Ballico.
- Jackie Moreau (stagione 1), interpretata da Miatta Ade Lebile, doppiata da Federica Bomba.
- Ashley Barrett (stagione 1-in corso), interpretata da Colby Minifie, doppiata da Perla Liberatori.
- Adam Bourke (stagione 1-in corso), interpretato da P. J. Byrne, doppiato da  Gabriele Patriarca.
- Kevin Moskowitz/Abisso (stagione 1-in corso), interpretato da Chace Crawford, doppiato da Luca Mannocci.
- Victoria Neuman (stagione 1-in corso), interpretata da Claudia Doumit, doppiata da Elena Perino.
- Ben/B.C.L. RED/Soldatino (stagione 1-in corso), interpretato da Jensen Ackles, doppiato da Stefano Crescentini.
- John Gillman/Patriota (stagione 1-in corso), interpretato da Antony Starr, doppiato da Gianfranco Miranda.
- Billy Butcher (stagione 1- in corso), interpretato da Karl Urban, doppiato da Francesco Bulckaen.

## Produzione

### Sviluppo
Il 20 settembre 2020 è stato annunciato uno spin-off di The Boys, prodotto da Craig Rosenberg, Eric Kripke, Seth Rogen, Evan Goldberg, James Weaver, Neal H. Moritz, Pavun Shetty, Michaela Starr, Garth Ennis, Darick Robertson, Sarah Carbiener, Erica Rosbe, Aisha Porter-Christie, Judalina Neira e Zak Schwartz. Il 27 settembre 2021, Amazon ha dato l'ordine di produzione per la prima stagione, con Michele Fazekas e Tara Butters come showrunner.
Nel luglio 2022 è stato annunciato il titolo ufficiale della serie, Gen V.

### Cast
L'11 marzo 2021, Lizze Broadway e Jaz Sinclair sono stati scelti per recitare nella serie, così come Shane Paul McGhie, Aimee Carrero e Maddie Phillips alcuni giorni più tardi. Nel dicembre 2022 è stato reso noto che Jessie T. Usher, Colby Minifie e P. J. Byrne avrebbero ripreso i loro ruoli di The Boys, rispettivamente nei ruoli di Reggie Franklin / A-Train, Ashley Barrett e Adam Bourke.
Il 29 marzo 2024 è morto a seguito di un incidente in moto Chance Perdomo. Il 6 maggio seguente viene annunciato che Perdomo non sarebbe stato sostituito.

### Riprese
Le riprese sono iniziate nel campus dell'Università di Toronto nel maggio 2022 per poi spostarsi nella Claireville Conservation Area e Brampton nel mese di luglio. La produzione si è conclusa nel settembre dello stesso anno.

## Promozione
Il teaser trailer è stato diffuso online il 25 luglio 2023.

## Distribuzione
I primi tre episodi sono stati pubblicati su Prime Video il 29 settembre 2023.